# 1976年夏季奥林匹克运动会哥伦比亚代表团
1976年夏季奥林匹克运动会哥伦比亚代表团是哥伦比亚派出的1976年夏季奥林匹克运动会代表团。